# 西野惠未
西野惠未（日语：西野 恵未，1987年3月14日—）是一位日本键盘手、歌手、录音室乐手和演员。出生于东京。

## 传记
西野恵未从两岁便开始学习钢琴。进入国立音乐大学附属幼儿园后，开始正式学习古典音乐。随后一直在国立音乐大学连贯学校学习音乐，主要学习钢琴，同时学习视唱练耳、节奏训练、声乐等各种领域的音乐知识，专攻古典钢琴直到从国立音乐大学键盘学科毕业 。
中学时期，要求不能听古典音乐以外的音乐，直到上高中时，西野恵未被邀请加入流行乐队担任主唱，从那时起开始熟悉各种类型的音乐。大学毕业后，顺利获得教师资格证书，并成为一名教师，过了几年远离音乐的生活。2011年日本东北地方大地震成为她决定离职并重返音乐舞台的契机。
2014年春季开始正式作为工作室音乐人进行演奏活动。西野恵未目前主要从事现场演出和录音的键盘演奏，同时也作为合唱歌手和编曲人进一步扩大音乐活动范围。
2022年11月29日开始播出的 NHK 夜场剧《想做饭的女人和想吃饭的女人》（NHK 综合频道）中，西野恵未首次出演春日十十子一角。 这是她的第一个表演角色，也是她首次出演电视剧。
同年12月15日，西野恵未发行了首张个人单曲《暁》，并通过音乐平台进行了数字发行 。
2023年7月1日，由 MAKIADACHI 制作的三首歌曲《SOMEDAY》、《O》、《週末》相继发行。 
2024年3月16日，自己策划并举办了西野惠未粉丝网站“Area 314”，开设纪念/首次生日活动“嗯？我不是前不久才出生吗？”

## 演艺生涯

### 电视剧
- 想做饭的女人和想吃饭的女人（2022年11月28日－12月14日，NHK綜合）－春日十十子[8]
- 想做饭的女人和想吃饭的女人 第2季（2024年1月29日－2月29日，NHK综合）－春日十十子[9] [10]
- 下北泽的一天（2024年3月17日，TOKYO MX / 2024年3月24日，BS11）－歌曲“Tokyo Searchlight（东京探照灯）”中的乐队成员（键盘手）[11]
- 熱愛王子（日语：熱愛プリンス） 第3話（2025年3月21日，MBS）－ MV導演
- 我們還不懂那顆星球的校規（2025年7月14日－，關西電視台・富士電視台）－菊池沙良[12]

## 唱片目录
|   | 发行日期   | 标题    | 发行形式 |
| - | ---------- | ------- | -------- |
| 1 | 2022.12.15 | 暁      | 数字发行 |
| 2 | 2023.07.01 | SOMEDAY | 数字发行 |
| 3 | 2023.08.01 | O       | 数字发行 |
| 4 | 2023.09.06 | 週末    | 数字发行 |

| 发行日期   | 标题 | 发行形式 | 合作艺术家                            |
| ---------- | ---- | -------- | ------------------------------------- |
| 2023.08.02 | 霹靂 | 数字     | Puni Puni Denki、西野恵未 & ESME MORI |

## 脚注